# Blaesoxipha mongol
Blaesoxipha mongol är en tvåvingeart som beskrevs av Thomas Pape 1994. Blaesoxipha mongol ingår i släktet Blaesoxipha och familjen köttflugor.
Artens utbredningsområde är Mongoliet. Inga underarter finns listade i Catalogue of Life.